# Platensina quadrula
Platensina quadrula är en tvåvingeart som beskrevs av Hardy 1973. Platensina quadrula ingår i släktet Platensina och familjen borrflugor. Inga underarter finns listade i Catalogue of Life.